# Folkmordet på vita människor (konspirationsteori)

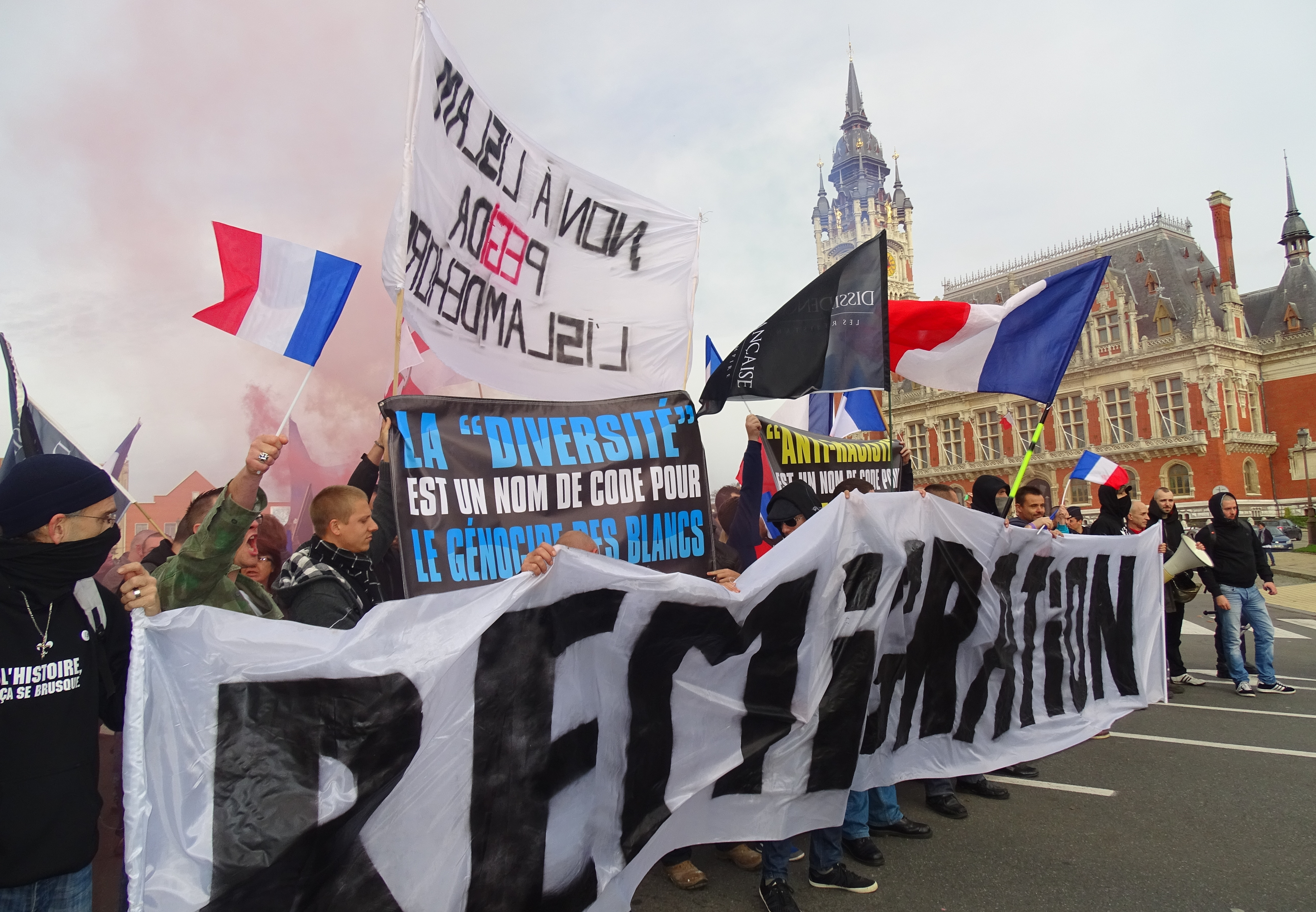
Motståndare till migrationspolitiken i Calais håller en skylt på franska med texten "Mångfald är ett kodord för folkmord på vita", ovanför en banderoll som uppmanar till återvandring. 8 november 2015

Folkmordet på vita människor eller utrotningen av den vita rasen är en rasistisk och ofta antisemitisk och islamofobisk konspirationsteori som påstår att det pågår en medveten utrotning av vita människor.
Ofta påstås mäktiga judar ligga bakom en liberal migrationspolitik, med syftet att blanda icke-vita folkgrupper med vita människor. Teorin hävdar att blandäktenskap, låga födelsetal, våld, hbtq-rättigheter, pornografi och expropriation av mark är verktyg som används för att minska och på sikt utplåna den vita befolkningen. Den används som propaganda av högerextrema grupper och har kopplats till terrordåd, som i Christchurch, El Paso och Utøya.
Idén bygger på pseudovetenskap, historieförfalskning och rasism, och syftar till att rättfärdiga vit makt-agendor och våld. Den populariserades av den vita nationalisten David Lane omkring år 1995 och har fått spridning i Europa, Nordamerika, Sydafrika och Australien. Liknande konspirationsteorier var även vanliga i Nazityskland. I modern tid har Donald Trump anklagats för att sprida dessa idéer, särskilt kring påståenden om markövertaganden i Sydafrika.
En närliggande konspirationsteori är Folkutbytesteorin (Great Replacement conspiracy theory), som fått spridning bland annat via den franske författaren Renaud Camus.